# TRAMnochador
El TRAM Metropolitano de Alicante habilita un servicio nocturno que funciona los fines de semana de verano (viernes y sábados de julio y agosto) denominado TRAMnochador. Su objetivo es facilitar el desplazamiento de los alicantinos y turistas en las noches festivas proporcionando mayor comodidad y seguridad para desplazarse.
Este servicio nocturno se realiza en las líneas 1, 2, 3 y 4, conectando el centro de la capital alicantina con la playa de San Juan, San Vicente del Raspeig, el Campello, Villajoyosa y Benidorm. Da cobertura de este modo a los principales centros de diversión nocturna y zonas de ocio de Alicante y norte de la Costa Blanca.
El TRAMnochador tiene el mismo precio por billete que con el servicio diurno habitual, pero las líneas tienen menos frecuencias de paso que el servicio regular.
El TRAMnochador es una eficaz alternativa a los desplazamientos nocturnos por carretera en una zona de alta densidad de tráfico como es la costa de la provincia de Alicante. Se ha convertido en un medio de transporte seguro y alternativo al vehículo privado que favorece la movilidad nocturna.

## Historia
- En el verano de 1988 se pusieron en marcha por primera vez los servicios nocturnos en periodo estival, anteriormente conocidos como Trennochador, realizando todo el trayecto desde Alicante hasta Denia. Ofrecía servicio los jueves, viernes y sábados desde la segunda quincena de junio hasta la primera quincena de septiembre.[2]
- A partir de 2010 dejó de prestar servicio la primera quincina de septiembre, finalizando los primeros días de dicho mes.[3]
- El 2011 fue el primer año en que se abrieron las estaciones subterráneas de Luceros, Mercado y MARQ al servicio nocturno. Hasta entonces los servicios nocturnos tenían como final de trayecto en Alicante la estación de Puerta del Mar (en superficie frente la playa del Postiguet).[4]
- En 2012 tuvieron lugar los "Conciertos del TRAMnochador". Fueron actuaciones de grupos alicantinos los jueves por la noche en la estación de Mercado gratuitos, a los que llevaba el TRAMnochador.[5]
- En 2013 dejó de prestar servicio las noches de los jueves, quedando sólo los viernes y sábados.[6]
- En 2014 se suma al TRAMnochador, en horario nocturno, la línea 2 que conecta con San Vicente del Raspeig.[1]
- En 2015 no hubo servicio nocturno TRAMnochador en verano debido a las huelgas que llevaron a cabo los maquinistas.[7] Sin embargo, el nuevo gobierno autonómico puso en marcha un nuevo servicio nocturno, desde el 14 de agosto al 5 de septiembre, en la línea 9 (sin solucionar el problema en las otras líneas) ofreciendo, los viernes y sábados, 5 servicios entre Benidorm-Altea (hasta la parada de Garganes) y uno entre Benidorm-Denia.[8]
- En 2016 ha vuelto a funcionar el TRAMnochador los viernes y sábados del 1 de julio al 27 de agosto, aunque con servicios mínimos del 50% debido a la huelga convocada por los sindicatos para servicios especiales.[9] La línea 9 tuvo servicio nocturno los viernes y sábados del 12 de agosto al 3 de septiembre también con servicios mínimos del 50%, aunque siendo un servicio combinado de tren Benidorm-Calpe y autobús Calpe-Denia debido al corte del serivcio por obras de rehabilitación del tramo Calpe-Denia.[10]
- En 2017 el TRAMnochador los viernes y sábados del 30 de junio al 26 de agosto en todas las líneas. La línea 9 tuvo servicio nocturno los viernes y sábados, aunque siendo un servicio combinado de tren Benidorm-Calpe y autobús Calpe-Denia debido al corte del serivcio por obras de rehabilitación del tramo Calpe-Denia.[11]
- En 2018 el TRAMnochador cumplió 30 años en funcionamiento[12] y lo hizo dando servicio los viernes y sábados del 6 de julio al 1 de septiembre.en todas las líneas. La línea 9 tuvo servicio nocturno los viernes y sábados, aunque siendo un servicio combinado de tren Benidorm-Calpe y autobús Calpe-Denia debido al corte del serivcio por obras de rehabilitación del tramo Calpe-Denia.[13]
- En 2019 el TRAMnochador funcionará los viernes y sábados del 5 de julio al 31 de agosto y, además, el miércoles 14 de agosto que es la víspera de la festividad de la Asunción de la Virgen.[14]

## Líneas en servicio
| Línea                      | Terminales                        | Longitud   | Estaciones         | Frecuencia       |
| -------------------------- | --------------------------------- | ---------- | ------------------ | ---------------- |
|                            | Luceros ↔ Benidorm                | 43,210 km  | 20 (8 compartidas) | 2 trenes/sentido |
|                            | Luceros ↔ San Vicente del Raspeig | 8,929 km   | 14 (3 compartidas) | 30 min           |
|                            | Luceros ↔ El Campello             | 14,095 km  | 17 (8 compartidas) | 15 - 30 min      |
|                            | Luceros ↔ Plaza de La Coruña      | 10,039 km  | 18 (7 compartidas) | 30 - 60 min      |
|                            | Benidorm ↔ Denia                  | 50,831 km  | 18 (1 compartida)  | 60 - 120 min     |
| TOTAL operativo (5 líneas) | TOTAL operativo (5 líneas)        | 127,175 km | 71                 | —                |

## Usuarios
| Evolución del tráfico por año | Evolución del tráfico por año | Evolución del tráfico por año | Evolución del tráfico por año | Evolución del tráfico por año | Evolución del tráfico por año | Evolución del tráfico por año | Evolución del tráfico por año | Evolución del tráfico por año | Evolución del tráfico por año |
| 2001                          | 2002                          | 2003                          | 2004                          | 2005                          | 2006                          | 2007                          | 2008                          | 2009                          | 2010                          |
| ----------------------------- | ----------------------------- | ----------------------------- | ----------------------------- | ----------------------------- | ----------------------------- | ----------------------------- | ----------------------------- | ----------------------------- | ----------------------------- |
|                               |                               |                               |                               |                               |                               | 43.000                        | 42.903                        | 58.365                        | 60.955                        |
| 2011                          | 2012                          | 2013                          | 2014                          | 2015                          | 2016                          | 2017                          | 2018                          | 2019                          | 2020                          |
| 73.962                        | 74.797                        | 54.238                        | 76.061                        | sin datos de L9               | sin datos                     | 77.387                        | 82.941                        | 83.113                        |                               |